# Zafra pumila
Zafra pumila là một loài ốc biển, là động vật thân mềm chân bụng sống ở biển trong họ Columbellidae.

## Miêu tả
Loài này có kích thước giữa 3 mm and 5 mm

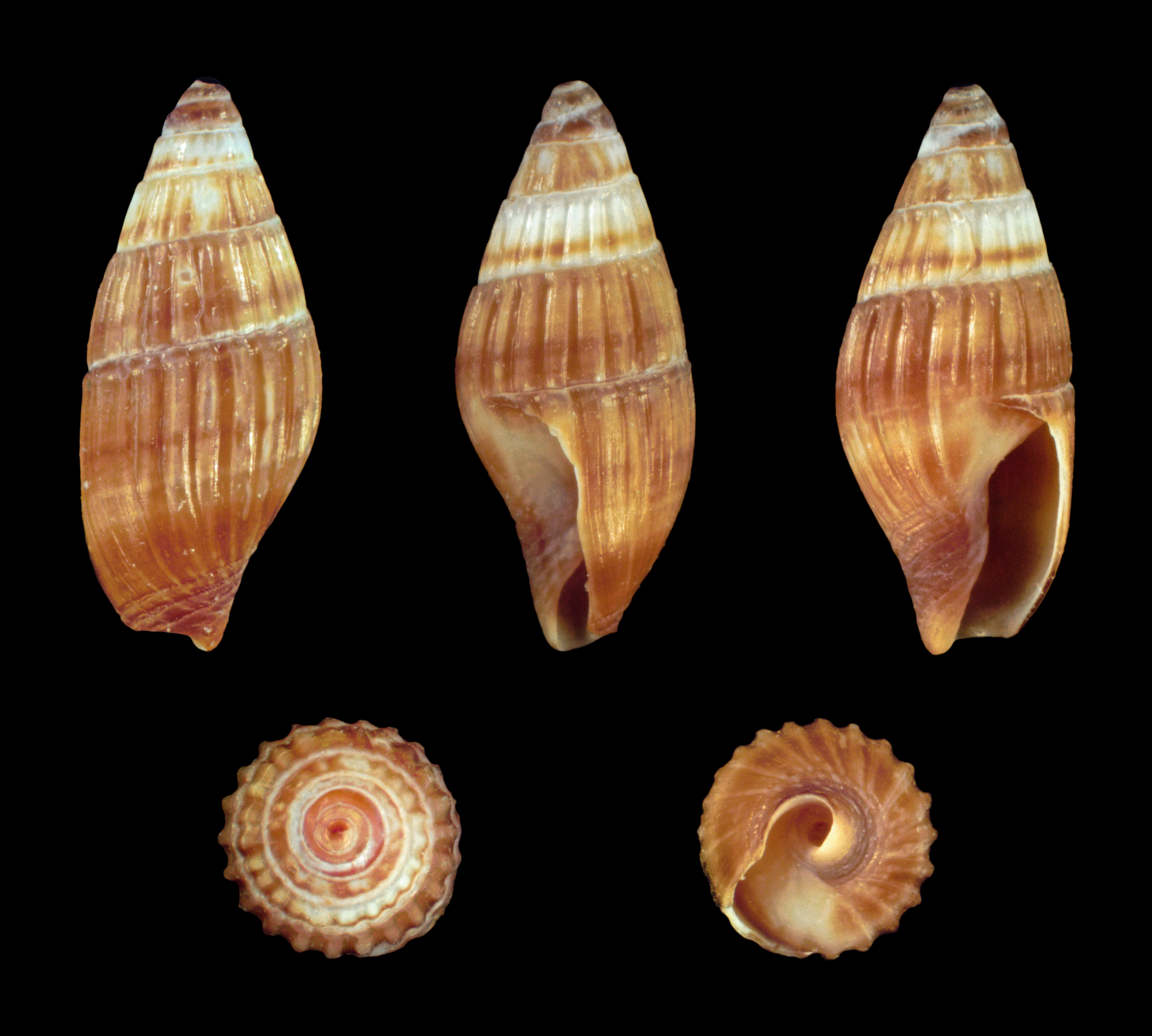
Zafra pumila forma minuscula
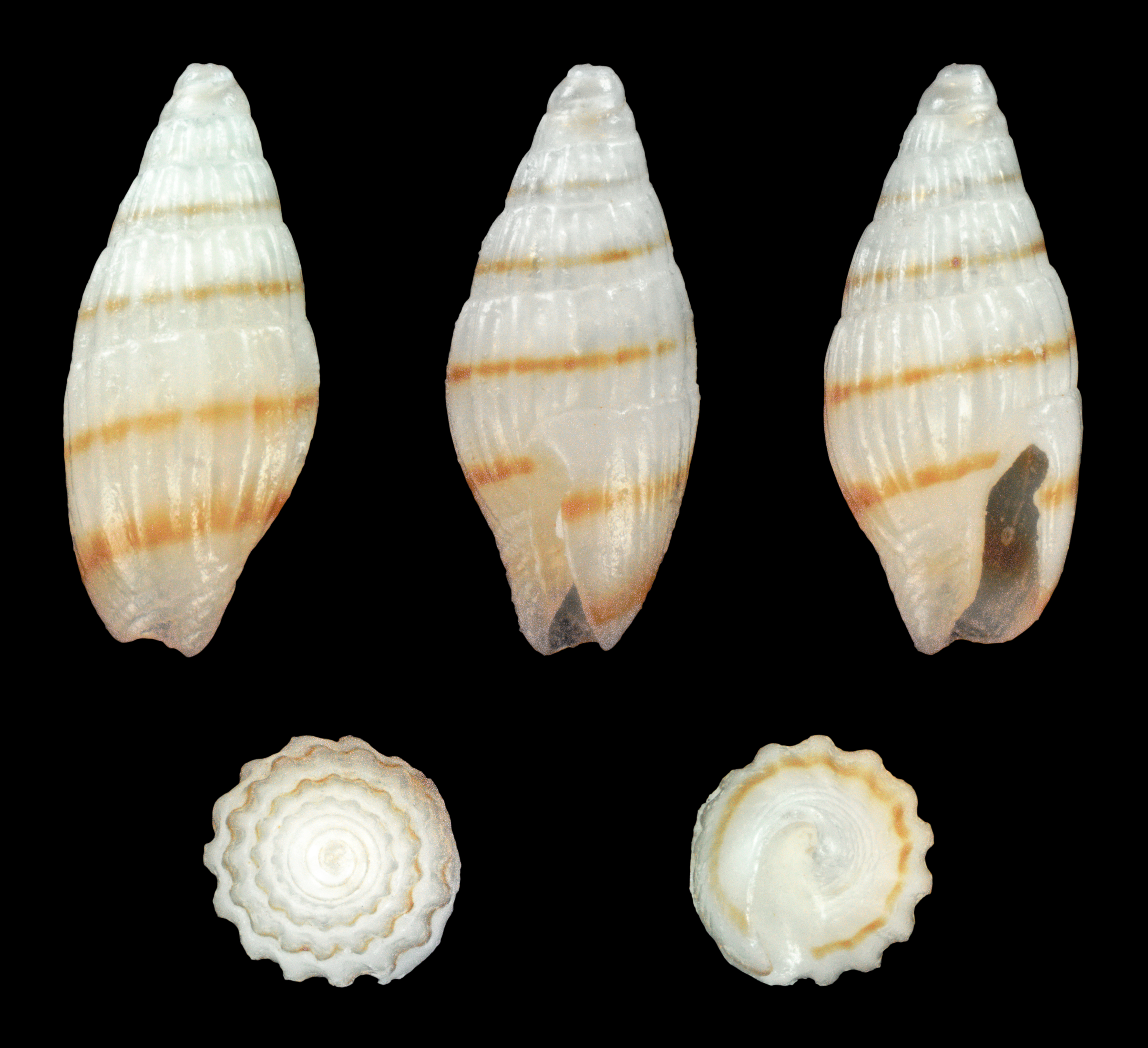
Zafra pumila forma minuscula

## Phân bố
Chúng phân bố ở Biển Đỏ và ở Ấn Độ Dương dọc theo Madagascar, miền bắc KwaZuluNatal, RSA, Réunion và miền tây [[Thái Bình Dương Ocean, Nouvelle-Calédonie, Queensland, và New South Wales